# La Prieta Linda
María Teresa Enriqueta Jiménez Chabolla (Salamanca, Guanajuato, 4 de julio de 1933-21 de septiembre de 2021), conocida como La Prieta Linda o Queta Jiménez, fue una cantante y actriz mexicana. 
Como cantante, se especializó en los géneros de música ranchera y regional mexicano, además de participar en algunas películas. Entre sus canciones más exitosas se incluyen; «El quihúbole», «Mil cadenas», «Al ver» y «Adiós amor, adiós mi amor, te vas».

## Biografía y carrera
Nació el 4 de julio de 1933 en Salamanca, Guanajuato, México, siendo hija de Jesús Jiménez Cervantes y María de Jesús Chabolla Peña. Su padre tenía una carnicería en Salamanca. «Queta» fue hermana menor de la también cantante y actriz Flor Silvestre (Guillermina Jiménez Chabolla) y, por consiguiente, tía materna de sus hijos: Dalia Inés, Francisco Rubiales, Marcela Rubiales, Antonio Aguilar, hijo y Pepe Aguilar. Su hermana menor, Mary Jiménez (María de la Luz Jiménez Chabolla) también incursionó en la música.[cita requerida]
Provino de una familia a la que le gustaba mucho el canto y la música, pues su hermana mayor Guillermina (Flor) y su padre y su madre cantaban en casa, así que a los cuatro años Enriqueta ya mostraba gusto por el canto. Cuando la familia se trasladó a la Ciudad de México, Flor debutó como cantante en un teatro del Centro Histórico de la Ciudad de México, y Enriqueta decidió seguir los pasos de su hermana mayor.
Después de cumplir los 13 años, se paseaba todas las tardes por la plaza Garibaldi en el Centro Histórico. En una ocasión, le dieron permiso para cantar con un mariachi y, cuando una persona le pagó dos pesos, se dio cuenta «que de eso [el canto] viviría». A los 14, debutó formalmente en el teatro Mariscala, y poco después conoció a Silvestre Vargas, quien le dio la oportunidad de cantar con el Mariachi Vargas de Tecalitlán.
Según ella misma, su nombre artístico se lo debió al famoso cómico Antonio Espino «Clavillazo», «quien le dijo que no era ni prieta ni linda, pero que así le dirían en adelante». Sin embargo, el modisto Julio Chávez, quien vistió a Flor y a la Prieta, afirmó: «Su nombre se debe a una canción que a mí me fascinaba y que dice: "Dime qué me has dado, prieta linda, creo que me tienes embrujado..." y yo se la enseñé a la Prieta».
En 1950, en sus inicios como cantante, aceptó la invitación de su hermana mayor Flor Silvestre, quien ya era artista exclusiva de Discos Columbia, para formar el dueto Las Flores y grabar para dicho sello las rancheras «Los desvelados» y «Lo traigo en la sangre», con el Mariachi de Rubén Fuentes.
En 1952, grabó para el sello Columbia su primer éxito como solista: «Quieto capulín», con el Mariachi Perla de Occidente. Discos Okeh, sello subsidiario de la Columbia, incluyó esta grabación en el disco de larga duración Doce estrellas de la canción.[cita requerida]
En 1955, cantó en los programas radiofónicos Así es mi tierra y Cielos de México.
En los años cincuenta, grabó con el sello Peerless un gran número de canciones, entre ellas sus éxitos «Celosa», «Amor sin medida», «Yo no me caso, compadre», «Llorarás, llorarás», «Un clavo para mi cruz», «El quihúbole», «El peor de los caminos», «Desolación», «Una sola caída», «Asómate a mi alma», «Corazón, ven, ven» y «Yo quiero un besito».[cita requerida]
Debutó en el cine con una actuación especial en la película El gallo colorado (1957). En Bajo el cielo de México (1958), cantó «¿Que no habrá modo?» en una escena con Aceves Mejía y Marga López. Interpretó a la cantadora Micaela, su primer papel importante, en tres cintas de la serie de Pancho Pistolas: El tiro de gracia (1961), Duelo indio (1961) y Enterrado vivo (1961).[cita requerida]
En los años sesenta, comenzó a grabar para el sello RCA Víctor; allí grabó nuevos éxitos, como «Al ver», «Mil cadenas», «Aunque tengas otros amores», «Qué te falta», «Una limosna», «Dos seres que se aman», «La enramada», «Secreto», «La cruz de mi condena», «Delito», «Me falta y me sobra» y «Adiós amor, adiós mi amor te vas».[cita requerida]
Compartió créditos con su cuñado, el cantante y actor Antonio Aguilar, en las películas Los alegres Aguilares (1967), Valentín de la Sierra (1968) y Valente Quintero (1973); en esta última también aparece su hermana Flor Silvestre, en una actuación especial. En Valente Quintero, La Prieta Linda lució su gran talento como actriz cómica con el papel de Carmen, la criada locuaz y respondona que trabaja para los personajes interpretados por Sara García y Saby Kamalich.
Se interpretó a sí misma en la película biográfica de Juan Gabriel, Es mi vida (1982), en la que también participó su sobrina, Marcela Rubiales.[cita requerida]

## Vida personal y muerte
En 1960, se casó con el periodista de Excélsior Raúl Vieyra Campos, quien falleció en el 2006. Tuvieron tres hijas: Érika, Velia e Isabel.

### Muerte
El 21 de septiembre de 2021, falleció a los 88 años de edad.

## Reconocimientos
La Prieta Linda recibió, entre otros, los siguientes premios:
- 3 Discos de Oro de Hollywood[6]
- 3 Premios Calendario Azteca de Oro[6] de la Asociación Mexicana de Periodistas de Radio y Televisión
- 2 Globos de Oro a la Mejor Intérprete de Música Latina[6]
- Medalla Eduardo Arozamena de la Asociación Nacional de Actores (ANDA) por 50 años de trayectoria (2006)[cita requerida]

## Discografía
La Prieta Linda inició su carrera discográfica en 1950 grabando dos canciones a dueto con su hermana Flor Silvestre para el sello Columbia, del cual Flor era artista exclusiva. El dueto se hizo llamar Las Flores porque Flor ya era famosa y tenía su propio programa en la XEW y era la primera voz del dueto, en tanto que La Prieta Linda era la segunda voz. Gracias al gran éxito de los discos de Flor, el sello Columbia decidió grabarle a La Prieta Linda sus primeros discos como solista en 1952.
La Prieta Linda firmó un contrato con Discos Peerless en 1954, y para este sello grabó la primera mitad de sus éxitos y también canciones a dueto con Lola Beltrán y con los hermanos David Záizar y Juan Záizar. En las grabaciones para Peerless la acompañaron los mariachis de Román Palomar, de Alfredo Serna, Guadalajara de Silvestre Vargas y Nacional de Arcadio Elías.
A mediados de los sesenta, La Prieta Linda dejó Peerless y empezó su etapa con Discos RCA Víctor, donde grabó la segunda mitad de sus éxitos y las canciones de Juan Gabriel. En las grabaciones para RCA Víctor la acompañaron los mariachis Vargas de Tecalitlán y Tenochtitlán de Heriberto Aceves.

### Sencillos
- «Quieto capulín» (Columbia, 1952)

### Álbumes de estudio
- La Prieta Linda interpreta con el Mariachi Guadalajara de Silvestre Vargas y Hnos. Záizar (LPL-322)
- "Canciones de América" en la voz de Queta Jiménez "La Prieta Linda" (Peerless LD-519)
- El peor de los caminos (Peerless LD-683)
- La Prieta Linda con el Mariachi Guadalajara de Silvestre Vargas (Peerless PLP-4009)
- La Prieta "Más" Linda: Queta Jiménez (RCA Víctor MLK-1697)

### Álbumes recopilatorios
- Los grandes éxitos de: Queta Jiménez La Prieta Linda (Peerless 1229)
- Antología... Enriqueta Jiménez "La Prieta Linda"
- Mexicanísimo: Queta Jiménez "La Prieta Linda"

## Filmografía
- Besos prohibidos (1956)
- Serenata en México (1956)
- No me olvides nunca (1956)
- Lola Torbellino (1956)
- Los bandidos de Río Frío (1956)
- El 7 leguas (1955)
- Yo fui novio de Rosita Alvírez (1955)
- Al diablo las mujeres (1955)
- Nuevo amanecer (1954)
- Con el diablo en el cuerpo (1954)
- Chucho el Roto (1954)
- Sueños de gloria (1953)
- ¡Ay, pena, penita, pena! (1953)
- Nadie muere dos veces (1953)
- Genio y figura (1953)
- El lunar de la familia (1953)
- El gallo colorado (1957)
- Bajo el cielo de México (1958)
- El tiro de gracia (1961)
- Duelo indio (1961)
- Enterrado vivo (1961)
- La máscara roja (1962)
- Juramento de sangre (1962)
- Matar o morir (1963)
- Los amigos Maravilla en el mundo de la aventura (1963)
- Los alegres Aguilares (1967)
- Valentín de la Sierra (1968)
- Valente Quintero (1973)
- Es mi vida (1982)
- Los pobres ilegales (1982)
- ¡Ora es cuando chile verde! (1986)